# Елмер (Мисури)
Елмер (енгл. Elmer) град је у америчкој савезној држави Мисури.

## Демографија
По попису из 2010. године број становника је 80, што је 18 (-18,4%) становника мање него 2000. године.
| Група             | 2000.       | 2010.      |
| Белци             | 98 (100,0%) | 76 (95,0%) |
| Афроамериканци    | 0 (0,0%)    | 0 (0,0%)   |
| Азијати           | 0 (0,0%)    | 0 (0,0%)   |
| Хиспаноамериканци | 0 (0,0%)    | 2 (2,5%)   |
| Укупно            | 98          | 80         |